# 遠山えま
遠山 えま（とおやま えま、5月23日 - ）は、日本の漫画家、イラストレーター。東京都出身。女性。漫画家の遠山光はおじに当たる。
「わたしに××しなさい!」は、2012年開催の第36回講談社漫画賞児童部門を受賞しており、同年ドラマCD化、2018年にはムービーコミック化・テレビドラマ化&実写映画化と多くのメディアミックスがなされている。
2024年4月には掲載誌『なかよし』（講談社）の創刊70周年と遠山のデビュー20周年を記念し、「ヴァンパイア男子寮」がテレビアニメ化。

## 来歴
小学1年生の頃に高橋留美子作の漫画「らんま1/2」を読んだことがきっかけとなって絵を描き始め、小学4年生の頃になるとコマを割って漫画を描くようになる。高校生の時にも個人的に漫画を描き続けていたが、職業としての漫画家を本格的に目指し始めたのは学校を卒業してからだった。なお本格的に漫画家を目指すことになったきっかけは、一度就職したゲーム会社の同僚であったみもりが漫画家デビューしたことであったという。2002年に「1年でプロになれなかったら諦める」との思いで『なかよし』（講談社）10月号に漫画を初投稿。以後『なかよし』へ数回の投稿を経て2003年に「天使のタマゴ」でなかよし新人まんが賞において西野芹香（笹野鳥生）以来7年ぶりとなる特選を受賞し、同作が前述の「1年」という期限内となる9月号に掲載されデビューを果たす。
2004年には初連載作品となる「ゴックン!ぷーちょ」を『なかよし』にて開始し、以後も10年以上にわたり同期の桃雪琴梨・明日賀じゅんらと共に『なかよし』作家陣の一翼を担っている。2012年開催の第36回講談社漫画賞では、「わたしに××しなさい!」で児童部門を受賞した。なお商業誌での執筆の傍らチャリティ活動にも取り組んでおり、東日本大震災の被災者を支援する為に他の漫画家と共同で東日本大震災チャリティ同人誌「pray for Japan」に執筆している。
前述の新人賞・なかよし新人まんが賞となかよしまんがスクールの審査員も担当している。

## 作風
連載2作目の「ママコレ」までは主人公の絵柄が無邪気な明るいタッチで描かれており、内容もファンタジー要素の強い作品が多かったが、連載3作目となった「ココにいるよ!」からはそれらが一新され、時に暗く重いテーマが隠されるようになった。2008年より少年及び青年向けの漫画雑誌にも進出しており、アスキー・メディアワークスの『電撃「マ）王』にて2008年3月号より「イチ・らぶ・キュウ」を、スクウェア・エニックスのウェブコミック配信サイト『ガンガンONLINE』にて2009年4月より「ひゃくえん!」の連載を開始した。このように様々なジャンルの作品を非常に速い執筆スピードで発表し続けているため、一時期は月刊誌掲載作品4つを含む計7作品を同時に連載していた時期もあり、講談社内では「遠山えまは5人いるのではないか」という噂が立っているという。また多くの連載を抱える中、『まんがタイムファミリー』（芳文社）の表紙イラストを2010年10月号から2015年4月号にかけて毎号担当していた（作品は「ぽちゃぽちゃ水泳部」）。
漫画の執筆方法としては2013年時点ではアナログ執筆であり、髪などの細い箇所を描く際には新しいペン先を使用し、顔の輪郭など太い線が必要な箇所には古いため太い線になってしまうペン先を使用していた。なお丸ペンの種類は日光であった。2023年時点ではデジタル執筆に移行している。
カラーイラストはデビュー時からデジタル執筆であり、2016年時点では「ペイントツールSAI」「CLIP STUDIO PAINT PRO」「Adobe Photoshop」を用いている。

## 作品リスト

### 連載
- ゴックン!ぷーちょ（『なかよし』2004年4月号 - 2005年7月号） - 初連載作。
  - 番外編（『なかよしラブリー』2004年秋の号 / 2005年冬の号）
- ママコレ（『なかよし』2005年9月号 - 2007年3月号）
  - 番外編（『なかよしラブリー』2006年冬の号,春の号 / 2007年初夏の号）
- ココにいるよ!（『なかよし』2007年7月号 - 2009年1月号）
  - 番外編（『なかよしラブリー』2009年冬の号）
- イチ・らぶ・キュウ（『電撃「マ）王』2008年3月号 - 2010年4月号）
  - ゆとりスパイラル（『電撃黒「マ）王』volume3 - volume6）
  - らぶきゅ〜（『「イチ・らぶ・キュウ」特設サイト「らぶきゅ〜」[注 1]』2009年5月28日 - 12月24日）
- ひゃくえん!（『ガンガンONLINE』2009年4月16日 - 2012年12月27日）
  - 番外編（『月刊少年ガンガン』2010年1月号）
- わたしに××しなさい!（『なかよし』2009年6月号 - 2015年7月号）
  - 番外編（『なかよしラブリー』2010年冬の号,春の号,秋の号、『なかよし』2015年8月号,10月号）
  - カップル編（『なかよし』2018年4月号 - 7月号）
- ぽちゃぽちゃ水泳部（『まんがタイムファミリー』2010年5月号 - 2015年4月号）
  - 番外編（『まんがタイム』2011年6月号,11月号,12月号 / 2012年5月号,12月号 / 2013年5月号 / 2014年1月号）
- かみかみかえし（『なかよしラブリー』2010年初夏の号 - 2011年秋の号→『なかよし』2012年3月号 - 不定期連載 - 2016年5月号）
  - 番外編（『なかよし』2011年7月号）
- GDGD-DOGS（『ARIA』2010年9月号（創刊号） - 2014年2月号）
  - 番外編（『なかよし』2012年11月号）
- きつねとパンケーキ（『まんがタイムジャンボ』2014年4月号 - 2018年2月号） - 4コマ漫画誌掲載だがストーリー漫画。
- 四月一日さんには僕がたりない（『ARIA』2014年7月号 - 2017年12月号）
- 青葉くんに聞きたいこと（『なかよし』2015年12月号 - 2018年7月号）
- 妹のおシゴトは時給2000円（『まんがタイムファミリー』2016年11月号 - 2018年5月号→『まんがタイムオリジナル』2018年6月号 - 12月号）
- ヴァンパイア男子寮（『なかよし』2018年12月号[12] - 2022年8月号[13]（第1シーズン）、2023年1月号[14] - 2024年7月号[15]（第2シーズン））
- 異世界で最強魔王の子供達10人のママになっちゃいました。（『月刊少年シリウス』2019年6月号[16] - 2024年1月号[17]）
- 今夜、社長命令で寝取られます。（『&FLOWER』2019年増刊秋号、2020年15号 - 不定期連載中） - 読み切りから連載化。
- 兄たちに愛されて、殺されて。〜3匹の甘いオオカミ〜（『ベツフラ』2020年13号 - 2021年1号）
- 転生しても猫は猫（『ガンガンONLINE アプリ版』2021年3月16日[18] - 2024年6月25日）
- 容疑者Aの花嫁（『ベツフラ』2021年15号[19] - 2024年3号[20]（同内容の連載『デラックスベツコミ』2021年12月号[21] - 2024年6月号[22]））
- 魔女メイドは女王の秘密を知っている。（『Palcy』2022年11⽉27⽇[23] - 2025年2月2日[24]（同内容の連載『なかよし』2023年1月号[14] - 2025年3月号[25]））
- 岩肌の花嫁は愛で溶かされる（『めちゃコミック』2024年11月1日 - 連載中） - 未単行本化
- サレ恋〜再会した元カレ〜（『ベツフラ』2024年20号 - 連載中、『デラックスベツコミ』2025年2月号[26] - 連載中） - 未単行本化

### 読み切り
- 天使のタマゴ（『なかよし』2003年9月号） - デビュー作。『ママコレ』第4巻に収録。
- ぜんだいみもんのおつきあい（『なかよし』2003年11月号別冊付録） - 読者投稿の漫画化。単行本未収録。
- まひまひくん with しゅごキャラちゃん!（『なかよし』2008年7月号） - 漫画：ナフタレン水嶋他 / 原案：PEACH-PITの単行本『しゅごキャラちゃん!』第1巻に収録。
- ジミコイ（『なかよしラブリー』2010年冬の号）[注 2]
- しゅごキャラちゃんに××しなさい!?（『なかよし』2010年3月号） - 漫画：ナフタレン水嶋他 / 原案：PEACH-PITの単行本『しゅごキャラちゃん!』第3巻に収録。
- リレーエッセイ[注 3]（『comicスピカ』No.12） - 単行本未収録。
- 不眠王子の夜の従者（『別冊ハーモニィNextF』） - 単行本未収録。
- ぽちゃぽちゃ水泳部 ドラマCDアフレコレポート（『まんがタイムファミリー』2013年8月号） - 『ぽちゃぽちゃ水泳部』第4巻に収録。
- ジュピたんのいた夏（『comicスピカ』No.21） - 単行本未収録。
- 五条坂さん家のキレイな秘密（『ARIA』2013年9月号）[注 2]
- コロンブスの憂鬱（『なかよし』2013年11月号）[注 2]
- うちのメイドさん（推定120歳）（『comicスピカ』No.27） - 単行本未収録。
- みみもとに降る君の声（『なかよし』2014年3月号）[注 2]
- キミとなでっこ!（『アニメ〈物語〉シリーズヒロイン本 其ノ肆 千石撫子』[注 4]、『ARIA』2014年8月号、テレビアニメ『恋物語』DVD&Blu-ray第二巻限定版付属ブックレット）[注 5] - 「千石撫子、作：西尾維新、漫画：遠山えま」として掲載。単行本未収録。
- ネオ寄生獣f あぶ★ナイ放課後（『ARIA』2014年12月号） - 原作 岩明均『寄生獣』より。単行本『ネオ寄生獣f』に収録。
- ジミ婚〜ふたりじめ花嫁〜（『なかよし』2017年2月号）
- ジミ婚〜咲き初め花嫁〜（『なかよし』2017年6月号）
- ジミ婚〜逆プロポーズ花嫁〜（『なかよし』2018年10月号）
- 泣かせて?先生（『コミック百合姫』2019年5月号）[注 6]
- ジミ婚〜おもーい花婿とかるーい花嫁〜（『なかよし』2019年5月号）
- 黒セーラー×ダメ教師（『教師×生徒の百合アンソロジーコミック』）[注 6]
- 先生の甘い指先（『コミック百合姫』2021年3月号）[注 6]
- せんせー! オトナな恋しましょ!（『コミック百合姫』2022年6月号）[注 6]
- タツノコ60thアンソロジー KING OF PRISM -Sushi Seven Stars-（『コミプレ』2022年4月29日） - 企画：タツノコプロ。構成：みもり。単行本『タツノコ60thアンソロジー』に収録。
- 悪役令嬢の破滅の原因ですが、呪いの力で彼女を幸せにしようと思います。（『コミック百合姫』2023年6月号）[注 6]
- ぼっち・と・きゃっと（原作：はまじあき、『ぼっち・ざ・ろっく！アンソロジーコミック』4巻、2024年） - 『ぼっち・ざ・ろっく！』のアンソロジー寄稿作品。

### 書籍

#### 漫画単行本
各巻の詳細は該当項目を参照。
- 『ゴックン!ぷーちょ』、講談社 〈講談社コミックスなかよし〉 2004年 - 2005年、全3巻 - 第1巻が初単行本。
- 『ママコレ』、講談社 〈講談社コミックスなかよし〉 2006年 - 2007年、全4巻
- 『ココにいるよ!』、講談社 〈講談社コミックスなかよし〉 2007年 - 2009年、全5巻
- 『イチ・らぶ・キュウ』、発行：アスキー・メディアワークス / 発売：角川グループパブリッシング 〈電撃コミックスEX〉 2008年 - 2010年、全3巻
- 『わたしに××しなさい!』、講談社 〈講談社コミックスなかよし〉 2009年 - 2015年、全19巻
  - 『わたしに××しなさい! カップル編』、講談社 〈講談社コミックスなかよし〉 2018年、全1巻
- 『ひゃくえん!』、スクウェア・エニックス 〈ガンガンコミックスONLINE〉 2009年 - 2013年、全6巻
- 『ぽちゃぽちゃ水泳部』、芳文社 〈まんがタイムコミックス〉 2011年 - 2015年、全5巻
- 『かみかみかえし』、講談社 〈講談社コミックスなかよし〉 2011年 - 2016年、全8巻
- 『GDGD-DOGS』、講談社 〈KCx ARIA〉 2011年 - 2014年、全3巻
- 『ジミコイ』、講談社 〈講談社コミックスなかよし〉 2014年11月13日第1刷発行（同日発売）、短編集 ISBN 978-4-06-364449-4
- 『四月一日さんには僕がたりない』、講談社 〈KCDX〉[注 7] 2015年 - 2017年、全6巻
- 『きつねとパンケーキ』、芳文社 〈まんがタイムコミックス〉 2015年 - 2018年、全4巻
- 『青葉くんに聞きたいこと』、講談社 〈講談社コミックスなかよし〉 2016年 - 2018年、全8巻
- 『妹のおシゴトは時給2000円』、芳文社 〈まんがタイムコミックス〉 2018年、全2巻
- 『ヴァンパイア男子寮』、講談社 〈講談社コミックスなかよし〉 2019年 - 2024年、全14巻
- 『ジミ婚』、講談社 〈講談社コミックスなかよし〉 2019年8月9日第1刷発行（同日発売）、全1巻 ISBN 978-4-06-516766-3
- 『異世界で最強魔王の子供達10人のママになっちゃいました。』、講談社 〈シリウスKC〉 2019年 - 2023年、全10巻
- 『今夜、社長命令で寝取られます。』、小学館 〈&FLOWERフラワーコミックスα〉 2021年 - 刊行中、既刊1巻
- 『兄たちに愛されて、殺されて。』、小学館 〈ベツコミフラワーコミックスα〉 2021年6月30日初版第1刷発行（6月25日発売[27]）、全1巻 ISBN 978-4-09-871310-3
- 『転生しても猫は猫』、スクウェア・エニックス 〈ガンガンコミックスONLINE〉 2022年[28] - 2024年、全2巻
- 『容疑者Aの花嫁』、小学館 〈ベツコミフラワーコミックスα〉 2023年 - 2024年、全3巻
- 『魔女メイドは女王の秘密を知っている。』、講談社 〈KCx SIRIUS〉 2023年 - 2025年、全5巻
- 『遠山えま百合集 センセイとの時間。』、発行：一迅社 / 発売：講談社 〈百合姫コミックス〉 2023年8月1日初版発行（7月18日発売[29]）、短編集 ISBN 978-4-7580-2581-2

#### 装画・挿絵
- 深海ゆずは『オオカミくんには騙されない♡ 本気の恋と、切ない嘘』、KADOKAWA 〈角川つばさ文庫〉 2020年1月11日初版発行（同日発売）、単巻 ISBN 978-4-04-631944-9 - 原案・企画協力：AbemaTV『オオカミくんには騙されない♡』
- 柳沢有紀夫『世界ノ怖イ話 背筋も凍る、悪夢の物語』、KADOKAWA 〈角川つばさ文庫〉 2020年9月12日初版発行、単巻 ISBN 978-4-04-631997-5 - 協力：海外書き人クラブ
- このはなさくら『この恋は、ぜったいヒミツ。』、スターツ出版 〈野いちごジュニア文庫〉
  - 『この恋は、ぜったいヒミツ。』、スターツ出版 〈野いちごジュニア文庫〉 2020年12月20日初版発行、ISBN 978-4-8137-8006-9
  - 『この恋は、ぜったいヒミツ。 王子さまのお気に入りになりました』、スターツ出版 〈野いちごジュニア文庫〉 2022年1月20日初版発行、ISBN 978-4-8137-8034-2
  - 『この恋は、ぜったいヒミツ。 学校の超モテ男子に、じつは一途に想われてました!?』、スターツ出版 〈野いちごジュニア文庫〉 2022年11月20日初版発行、ISBN 978-4-8137-8072-4
  - 『この恋は、ぜったいヒミツ。 クールな幼なじみとナイショの同居はじまります!』、スターツ出版 〈野いちごジュニア文庫〉 2024年4月20日初版発行、ISBN 978-4-8137-8148-6
- 碧井こなつ『勝手に決められた許婚なのに、なぜか溺愛されています。』、スターツ出版 〈ケータイ小説文庫ピンクレーベル〉 2021年3月25日初版発行、単巻 ISBN 978-4-8137-1063-9
- 干支六夏『密室でふたり、イケナイコト。』、スターツ出版 〈ケータイ小説文庫ピンクレーベル〉2021年7月25初版発行、単巻 ISBN 978-4-8137-1120-9
- 鈴乃ほるん『幼なじみは最強総長〜同居したら超溺愛されました〜』、スターツ出版 〈ケータイ小説文庫ピンクレーベル〉2022年8月25日初版発行、単巻 ISBN 978-4-8137-1309-8
- 宮下恵茉『トモダチブルー』、集英社〈集英社みらい文庫〉2024年9月27日初版発行、単巻 ISBN 978-4-08-321868-2

### その他
- 『東日本大震災チャリティ同人誌「pray for Japan」』 - イラスト
- Mobage配信ソーシャルゲーム「ロスト・キングダム」（アールフォース・エンターテインメント） - メインキャラクターデザイン
- ドラマCD『ぽちゃぽちゃ水泳部』（キャラアニ） - ジャケットイラスト
- えぬえけい、なかよし編集部・編 『24日で夢がかなう☆最強まんが描き方BOX』/『24日で夢がかなう☆最強まんが描き方ブック特別版』（講談社） - 表紙イラストなど
  - 『24日で夢がかなう☆最強まんが描き方BOX』、講談社 〈講談社キャラクターズA〉 2013年12月13日第1刷発行（同日発売）、ISBN 978-4-06-358469-1
  - 『24日で夢がかなう☆最強まんが描き方ブック特別版』、講談社 〈講談社キャラクターズA〉 2013年12月13日第1刷発行（同日発売）、ISBN 978-4-06-358468-4
- 『なかよし最強まんが家シリーズ』各種（デリーター）[注 8] - 上記の素材を流用
- テレビアニメ「〈物語〉シリーズ セカンドシーズン」第26話作中作『キミとなでっこ!』 - 作画担当、原作：西尾維新
- 化物画廊(バケモノギャラリ)（『週刊少年マガジン』2020年12号） - イラスト
- FANTASTICS from EXILE TRIBEの配信シングル『Sugar Blood Kiss』 - ジャケットイラスト

など。